# Erwin Obermair
Erwin Obermair (Hargelsberg, 1946. augusztus 29. – Linz, 2017. január 15.) osztrák amatőrcsillagász.

## Élete
1978-ban Erich Meyer amatőrcsillagásszal együtt épített egy magán csillagvizsgálót Davidschlagon (Kirchschlag bei Linz). Összesen hét kisbolygót fedezett fel Meyerrel közösen. További három kisbolygó felfedezésében működött még közre, amit a davidschlagi obszervatóriumban fedeztek fel társaival. Legfontosabb munkája a Shoemaker–Levy 9 üstökös megfigyelése volt Erich Meyerrel és Herbert Raabbal 1993-ban.
Tagja volt a Linzi Csillagászati Társaságnak (Linzer Astronomische Gemeinschaft), amelynek 1974-től haláláig az alelnöke volt. 1997. április 4-én állami kitüntetéssel (Ehrenzeichen für Verdienste um die Republik Österreich) ismerték el munkásságát. Erich Meyer által 1997-ben felfedezett 9236 Obermair kisbolygót a tiszteletére róla nevezték el.

## Általa felfedezett kisbolygók
| Kisbolygó            | Kisbolygó         |
| -------------------- | ----------------- |
| 14057 Manfredstoll   | 1996. január 15.  |
| 15949 Rhaeticus      | 1998. január 17.  |
| 43955 Fixlmüller     | 1997. február 6.  |
| 48681 Zeilinger      | 1996. január 21.  |
| 58499 Stüber         | 1996. november 3. |
| 85411 Paulflora      | 1996. november 3. |
| 100485 Russelldavies | 1996. november 3. |